# Josef Kohaut
Prokop Pius Josef Kohaut (auch Kohout und Kohault; getauft am 11. Juli 1734 in Wien; † 12. Mai 1777 in Paris) war ein österreichischer Komponist und Lautenist.

## Leben
Josef (auch Joseph) Kohaut (auch Cohaut) war der Sohn des Lautenisten Jakob Joseph Kohaut (um 1677/78 – 1762), der in Diensten der Fürsten Schwarzenberg und Esterházy stand. In Frankreich wurde er als Komponist und Lautenist in die Kapelle des Louis-François de Bourbon, prince de Conti aufgenommen. In dieser Funktion verfasste er eine Reihe Opern für die Comédie Italienne, zudem auch Cembalosonaten. Seine sechs Sinfonien, die in Verlagskatalogen nachgewiesen sind, gelten als verschollen. Sie erschienen in dem Sammeldruck „La Melodia Germanica“ (Paris 1758) zusammen mit Werken Johann Stamitz’, Franz Xaver Richters und Georg Christoph Wagenseils.
Josef Kohaut war der jüngere Bruder des Wiener Komponisten und Lautenisten Karl Kohaut.

## Forschungsgeschichte
Seit dem Artikel von Rudolf Quioka in der ersten Ausgabe der Musik in Geschichte und Gegenwart wurde Josef Kohaut fälschlich mit einem Wenzel Josef Thomas Kohaut identifiziert, der 7. März 1738 als Sohn des Organisten Franz Andreas Kohaut in Saaz in Böhmen geboren wurde. Dieser starb allerdings bereits am 12. Dezember 1738 im Säuglingsalter. Aufgrund der scheinbar verschiedenen Väter wurde eine Verwandtschaft mit Karl Kohaut fälschlich negiert. Die Angabe, dass Josef Kohaut seine Karriere als österreichischer Militärtrompeter begonnen habe und später nach Frankreich desertiert sei, geht ebenso wie die fehlerhaften Lebensdaten 1736–1793 auf François-Joseph Fétis zurück und ist nicht zu belegen.

## Werke (Auswahl)
Instrumental
- 6 Sonaten für Cembalo mit Begleitung der Violine und Cello (Paris, um 1763)
- 8 Trios für Cembalo (alternativ Harfe oder Laute), mit Begleitung Violine und Cello (Paris, 1767)
- Sonates für Cembalo und Laute (erschienen unter dem Namen Kohault)

Kirchenmusik
- Salve Regina für Chor und obligatem Cello und Orchester (1763)
- Dominus regnavit (1764)
- Cantate Dominum

Opern
- Le Serrurier, 1764
- Le Tonnelier, 1765 Pasticcio mit anderen Komponisten
- La Bergère des Alpes, 1766
- Sophie, ou Le Mariage caché, 1768
- La Closière, ou Le Vin nouveau, (Fontainebleau, 1770)